# 奥井潔
奥井 潔（おくい きよし、1924年11月10日 - 2000年12月16日）は、日本の英文学者・英語教師。東洋大学名誉教授。駿台予備学校英語科講師。

## 経歴
1924年台湾生まれ。1943年学徒出陣。チモール島へ出征。海軍に所属し、回天要員の生き残りと自ら語っていた。復員後、東京大学文学部英文科にて中野好夫の指導を受け、1952年卒業。1954年から半世紀近くにわたって駿台で教鞭をとり続けた。文学的な文章の読解を得意としており、その講義はしばしば受験用の英文解釈の域を超えて、人生論・道徳論などに及び、多感な年齢の受験生への啓蒙的役割を果たした。駿台で授業を受けた四方田犬彦によれば、「旧制高校の教授はかくや」という独特の雰囲気を持ち、効率一点主義の講師陣の中にあって異彩を放っていたという。伊藤和夫を駿台に紹介した。東洋大学文学部長などを務め、東京大学、法政大学、埼玉大学、東京女子大学、慶應義塾大学などの講師も歴任。1995年に東洋大学名誉教授。
2000年12月16日、急性上部消化管出血のため死去。
毎年3月に「駿台を巣立つ諸君へ」と題して奥井が担当した教養講演などでは、小林秀雄の思想的影響が濃く見られた。
島田謹二とも師弟関係にあった。また、今井宏 (予備校講師)も、奥井の授業を受けたと、自身の講義(今井宏のC組・英語基礎力完成教室）において述べている。

## 著書
- 『イギリス文学のわが師わが友』（南雲堂、1989）
- 『奥井の英文読解 3つの物語』（駿台文庫、1995年）
  - メアリー・ラム The Father's Wedding-Day
  - サマセット・モーム Home
  - グレアム・グリーン The Innocent
- 『英文読解のナビゲーター』（研究社出版、1997年）

## 翻訳
- サマセット・モーム 「『サミング・アップ』第16章 訳と解説（本誌第 22 集「サマセット・モーム頌」付録)』『東洋大学紀要 文学部篇』（通号24、1970年12月）
- T.S.エリオット 「英訳ヴァレリイ選集（ジャクスン・マシュー編）第7巻『詩論集』 1958年刊序言」『白山英米文学』 (通号 10、1985.03)
- 『D.H.ロレンス紀行・評論選集 2　エトルリアの故地』（小川和夫監修、南雲堂、1987年）、全5巻